# Giorgio Carpinteri
Giorgio Carpinteri (Bologna, 7 giugno 1958) è un fumettista e illustratore italiano.

## Biografia
Esordisce nel 1978 nelle pagine del Mago e collabora con pubblicazioni di breve respiro come Il Pinguino e
Nemo. Nel 1981 esordisce su Frigidaire con Incrocio magico, la cui storia vedeva un serial-killer compiere i suoi delitti travestito da Signor Bonaventura. Il membro più giovane della rivista, nel 1982 abbandona il bianco e nero e abbraccia il colore con una storia scritta in collaborazione con Marcello Jori. Lo stesso anno è autore della copertina dell'album Loving Machinery dei Central Unit, e continuerà ad illustrare le copertine della band lungo tutta la loro storia.
Nel 1983 fonda con Igort, Lorenzo Mattotti, Daniele Brolli, Marcello Jori e Jerry Kramsky il gruppo Valvoline e la scuola di fumetto e arti grafiche Zio Feininger. Lo stesso anno inizia a collaborare con le riviste Linus e Alter Alter. Nel 1984 le sue storie auto-conclusive scritte per Frigidaire vengono pubblicate nel volume Flirt. A partire dalla seconda metà degli anni '80 si concentra progressivamente sull'attività di art director e autore nel campo televisivo e pubblicitario.
A partire dalla fine degli anni '90 escono numerose raccolte dei suoi lavori, tra cui Polsi sottili e Pop Eye. Ritorna al fumetto nel 2018 con il graphic novel Aquatlantic. Nel 2020 pubblica un volumetto contenente una raccolta di strisce sul tema del COVID-19 dal titolo Quadernetto antivirus.

## Stile
Carpinteri è considerato il più avanguardista tra gli artisti membri del gruppo Valvoline. È stato definito quale "il meno lirico e il più costruttivista e formalista" del gruppo. Tra le sue influenze vi sono movimenti d'avanguardia quali il futurismo e il cubismo, e in particolare le opere di Fortunato Depero.